# Театральная площадь (Киев)
Театральная площадь (укр. Театра́льна площа) — площадь в Шевченковском районе Киева. Расположена между Владимирской улицей и зданием Национальной оперы Украины.
Площадь возникла в середине XIX века и поначалу не имела названия. Современное название было дано в 1869 году, как площадь перед Городским театром, построенным здесь в 1856 году. До 1939 года называлась площадью Николая Лысенко. С 1940-х годов до 1982 года была соединена лестницей с улицей Лысенко.

## Транспорт
- Станция метро «Золотые ворота» (0,15 км)
- Станция метро «Театральная» (0,4 км)
- Автобус: 24А, 114А (выходные дни)
- Трамвайная линия существовала до 1959 года
- Троллейбусная линия существовала до 1998 года